# Dispositiu de bossa d'ostomia

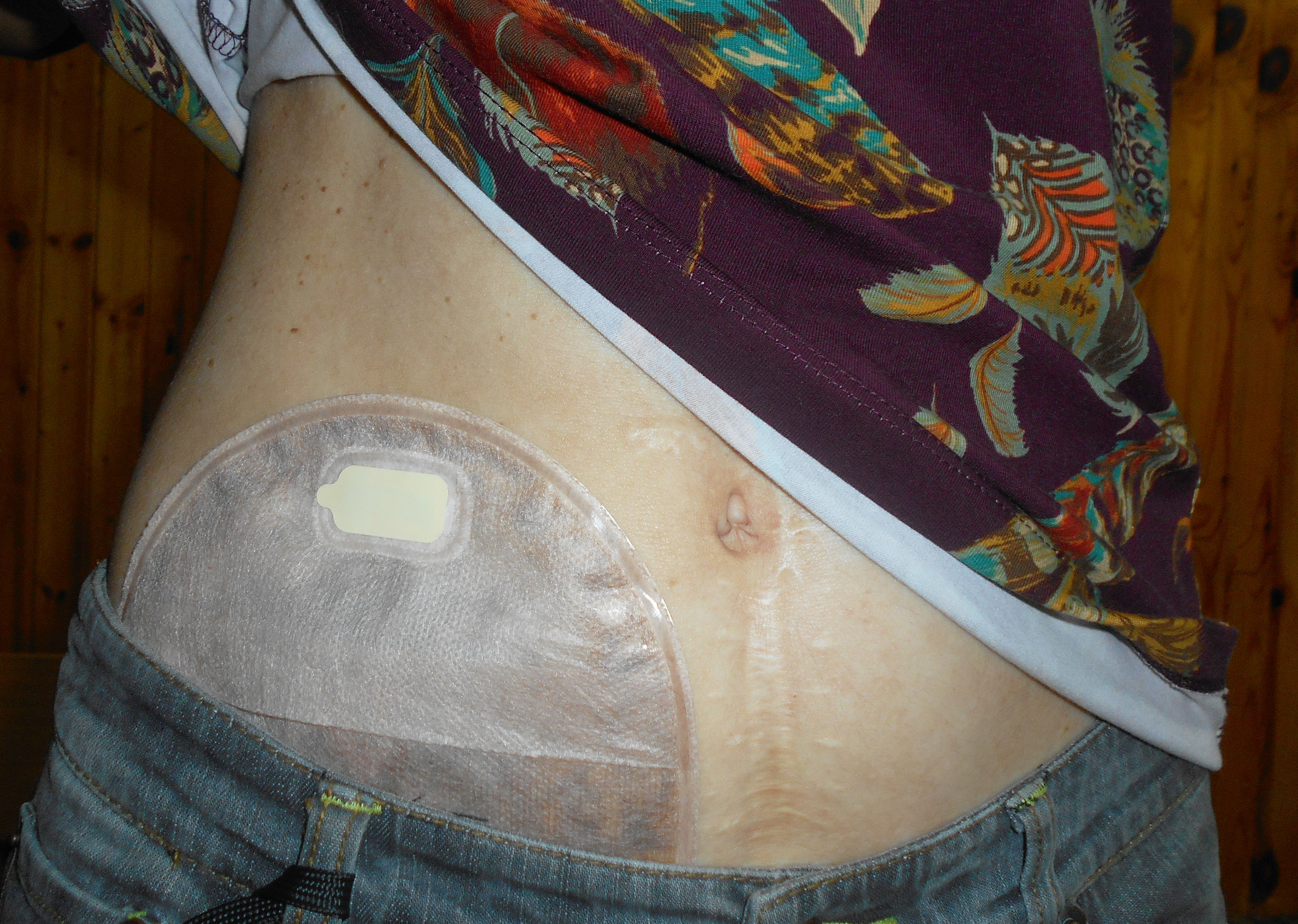
Dispositiu d'ostomia per a una ileostomia

Un dispositiu de bossa d'ostomia (sovint abreviat com a bossa d'ostomia) és un dispositiu protètic que proporciona un mitjà per a la recollida de residus des d'un òrgan (còlon, ili, bufeta) desviat quirúrgicament i la creació d'un estoma. Així aquests dispositius s'utilitzen amb colostomies, ileostomies i urostomies.

## Tipologia
Els dispositius d'ostomia poden ser:
- d'una sola peça: consten d'una bossa de plàstic de recollida amb una làmina o cèrcol adhesiu; solen canviar-se 1 o 2 vegades al dia.
- de dues peces: consten d'una làmina adhesiva (comunament anomenada cèrcol o placa de base) i una bossa de recollida; la làmina per un costat s'adhereix a la pell i per l'altre s'uneix mecànicament o amb un segell adhesiu a la bossa, en ambdós casos hermèticament; la làmina pot mantenir-se adherida a la pell de l'abdomen durant 3 o 4 dies, i les bosses poden canviar-se quan faci falta.

La selecció dels sistemes varia molt entre individus i es basa sovint en les preferències personals i l'estil de vida. Les bosses d'ostomia recullen els residus que surten per l'estoma, protegint al mateix temps la pell del voltant de la contaminació. Els dispositius d'ostomia són estancs a l'aire i a l'aigua i permeten a l'usuari portar un estil de vida activa, fins i tot esportiva.

## Història
La bossa d'ostomia d'un sol ús va ser creada l'any 1954 per l'infermera danesa Elise Sørensen. A la germana d'Elise, Thora, van practicar-li una ostomia després de ser diagnosticada de càncer colorectal. Els dispositius d'aleshores eren incòmodes i els pacients sovint patien fuites per la dificultat de mantenir-los ben encaixats. La infermera va idear una bossa estanca de plàstic fi amb adhesiu a la boca per fixar-la a l'estoma.
Sørensen va cedir els drets de fabricació i comercialització a Aage Louis-Hansen, a canvi d'una regalia per unitat venuda. Davant la gran acceptació del producte, Louis-Hansen va fundar l'empresa Coloplast, una de les més grans del país en l'actualitat.